# Kristen Østergaard
Kristen Østergaard (13. december 1915 i Hee – 24. februar 2013 i Holstebro) var en dansk politiker.
Han var søn af søn af gårdejer Hans Østergaard, kom på Askov Sløjdskole 1931-32, Dalum Landbrugsskole 1937-38, Askov Højskole 1938-39 og fik en landbrugsuddannelse. Han købte gården Krogsdal ved Holstebro i 1939. Samtidig blev han interesseret i politik og blev 1949 formand for Venstre i Holstebrokredsen, hvilket han var til 1952. Ved valget i 1953 blev Østergaard valgt til Folketinget og var med undtagelse af årene 1973-75, da han røg ud efter jordskredsvalget, på tinge indtil 1979. 1965-71 var han næstformand i Venstres folketingsgruppe.
Han var desuden medlem af flere kommissioner inden for forsvar, fiskeri og landbrug, bl.a. som medlem af Statens Landvindingsudvalg fra 1959, Jydske Fredningsankenævn 1961-66, Fiskerikommissionen af 1961, Landbokommissionen og Forsvarskommissionen samt udvalget Folk og Værn fra 1964, Værnepligtsnævnet, Landskatteretten og bestyrelsen for Kryolitselskabet Øresund. Han var delegeret til Europarådet 1964-72 og formand for Det Danske Selskab 1968-72. 
Han var siden 17. juli 1941 gift med Elisabeth Østergaard (27. oktober 1918 i Skodborg - 9. juni 2011 på Skredsande Plejehjem).
Han og hustruen er begravet på Nørre Felding Kirkegård.